# 里見四郎左衛門
里見 四郎左衛門（さとみしろうざえもん）は、幕末の尊王志士。代々水戸藩士の家に生まれる。当主は里見四郎左衛門の名を襲名した。
1. 里見四郎左衛門親長。親候の子。水戸藩旗奉行。元治元年、諸生党と戦い討ち死にした。
2. 里見四郎左衛門親賢。前項親長の子。水戸藩歩行頭。元治元年、松平頼徳を奉じて諸生党と戦うが敗れて降伏し、翌年切腹となった。位階は贈正五位。

## 家系
水戸藩士。かつての最上氏旧臣だった系統であり、代々「四郎左衛門」を襲名する。禄高は2百石。
四郎左衛門の祖は清和源氏新田氏流里見氏の一族の里見義成の四男・義直を初代とする家系である。出羽国に下り、天童氏次いで最上氏に臣従した。里見義親は山形藩主・最上家親に仕えた。その子、里見四郎左衛門親宗の代になって最上家が改易となると、松平筑前守（前田利常）を経て旧主・最上家親の実弟にあたる山野辺義忠が水戸藩の家老として召抱えられると、これを慕って水戸藩に仕官したのが始まりとされる。
下記系図には、水戸藩士初代四郎左衛門親宗とその父義親までを掲載。詳細は水戸藩士 里見氏の項を参照されたし。
里見掃部義親－里見四郎左衛門親宗－里見四郎左衛門親広－里見四郎左衛門親信－里見八左衛門親善－里見四郎左衛門親和－里見四郎左衛門親候－里見四郎左衛門親長－里見四郎左衛門親賢－里見勘之介親儀－里見長四郎

## 里見四郎左衛門親長
幕末の水戸藩士で尊王の志士。天狗党の乱で敗北し自害。
寛政6年(1794年) - 元治元年(1864年)。初名を長八郎、雅号を松軒という。父は里見四郎左衛門親候、母は信木厚の女。妻は戸田三右衛門忠之の女。戸田忠之の女との間に、嫡男親賢と一女を儲ける。後に別離。後室との間に里見平三が生まれる。文政8年（1825年）、家督を継いで大番組となった。その後中槍奉行、旗奉行と職責を果たし安政4年（1857年）に致仕する。元治の役で一族を率いて参軍し、家を引き払って水戸城の東にある栗崎村の民家に隠れていたが、諸生党の追手に探知され、後妻多免子を手にかけ切腹して果てた。茨城県水戸市松本町常磐共有墓地。享年71。室 石原氏とも靖国神社合祀。

## 里見四郎左衛門親賢
幕末の水戸藩士で尊王の志士。父と同様、天狗党の乱において天狗方に加わり、神勢館の戦いにおいて敗れ降伏、切腹する。贈正五位。
文化12年(1815年) - 慶應元年4月5日(1865年4月29日)。初名は里之介、鉄之介、直之進、元服家督と改名。家督を継いだ折は四郎左衛門を襲名する。父は里見四郎左衛門親長、他に同母妹、異母兄弟がいる。母方の叔父には戸田忠太夫、安島帯刀、従弟には戸田銀次郎がいる。天保9年（1838年）、藩主・徳川斉昭により新設された床机廻に任ぜられ、同12年（1841年）5月、大番組となる。弘化元年（1844年）には小納戸役に昇任し、嘉永3年（1850年）武芸指南の功で白銀を賜る。安政元年（1854年）、家督を継いで四郎左衛門を襲名し、町奉行を拝命し尊皇攘夷派に与する様になる。同年4月、米国船舶の横浜入港時には床机廻を率いて江戸の水戸藩邸を守衛する。文久元年（1861年）、東禅寺事件に際して領内取締不行届きで免職するが、同2年（1862年）6月に歩行頭として再勤となった。元治元年（1864年）、天狗党の乱が起きた際には、藩主徳川慶篤が水戸藩の鎮定のため、支藩である宍戸藩主・松平頼徳を目代として派遣したが、これに尊王派が従軍したため、水戸城に拠る諸生党が頼徳の入城を拒否する。親賢は天狗党の総督であった榊原新左衛門の幕下として頼徳一行に従軍していたが、水戸城下についた折、頼徳の入城拒否を発端として頼徳・天狗党と諸生党との間で神勢館の乱が起きるが、幕府軍が諸生党に加担したため、頼徳は幕府に降伏してしまう。天狗党の大将　榊原新左衛門も幕府軍と戦うのは本意ではないと降伏、里見親賢もこれに従った。親賢は古河藩に預けられ、慶應元年（1865年）4月に切腹となる。享年51。墓地は父同様に水戸市松本常磐共有墓地。大正7年（1918年）、正五位を贈位された。

## 遺功・殊勲・武勲戦功
- 里見四郎左衛門親長
  - 元治元年（1864年） 元治の役に出陣、尊皇攘夷を掲げて諸生党と合戦。
- 里見四郎左衛門親賢
  - 嘉永3年（1850年） 武芸指南の功あり。
  - 安政元年（1854年） 黒船来航時、床机廻を率いて水戸藩江戸藩邸を警備。
  - 元治元年（1864年） 天狗党の乱において尊皇派として従軍、藩内佐幕派と対峙し奮闘する。
  - 大正7年（1918年） 贈正五位。

## 記録
- 『水戸藩史料』
- 『水府系纂』
- 『墓碑帳』
- 『殉難録稿』
- 『贈位諸賢伝』